# 阿克蒂斯 (加利福尼亞州)
阿克蒂斯（英語：Actis）是位於美國加利福尼亞州克恩縣的一個非建制地區。該地的面積和人口皆未知。

## 地理
阿克蒂斯的座標為34°57′31″N 118°08′55″W / 34.95861°N 118.14861°W，而該地的平均海拔高度為781米（即2562英尺）。